# 1984 UD
1984 UD är en asteroid i huvudbältet som upptäcktes den 17 oktober 1984 av den tjeckiske astronomen Zdeňka Vávrová vid Kleť-observatoriet.